# セブン・シスターズ (映画)
『セブン・シスターズ』（原題: What Happened to Monday、別題: Seven Sisters）は、2017年制作のイギリス、アメリカ合衆国、フランス、ベルギーのSF映画。
ノオミ・ラパスが7つ子の姉妹を1人7役で演じている。

## あらすじ
21世紀半ば。地球は異常気象と人口過剰によって資源が減少し、戦争や難民問題が繰り返されたことによって主要国はみな滅び去り、ヨーロッパ連邦が新たな超大国として君臨していた。
さらに、遺伝子組み換え作物の影響による多生児の増加により、保全生物学者のニコレット・ケイマンが提唱する理論に基づいた強制的な人口抑制が行われるようになっていた。
それは、2人目以降の子供が生まれた場合、『児童分配局』によって親から引き離され、枯渇した地球の資源が回復する日まで「冷凍保存」されるという、恐るべき一人っ子政策だった。
プロローグ
そんな中、セットマン家で「七つ子の姉妹」が誕生した。「月曜日から日曜日」まで各曜日の名前を付けられた彼女たちは、それぞれが週1日だけ外出し、7人で1人の人格「カレン・セットマン」を演じることで『児童分配局』を欺こうとする。
外出日の姉妹は「1日の行動」を記録して、1日の終わりの『報告会』で他の姉妹たちに教えていた。さらに、姉妹のうち一人が怪我により左手の人差し指を失くした場合には、祖父のテレンス・セットマンによって全員の人差し指を切り取るなど、徹底した対策を施していた。
社会に出た姉妹たちは、それぞれの得意分野を活かして分業することで、キャリアウーマンとして成功していた。週1日しか外出できず、まともな恋愛もできない姉妹たちは不満を抱え続けながらも、30年間にわたって『児童分配局』の監視から逃れ続けていた。
序盤
2073年のある日、30歳になっていた彼女たち7姉妹の長女 マンデーが外出したまま、夜になっても帰宅しないという事態が発生する。これにより、7姉妹の日常が狂い始めていく。
翌日の火曜日、マンデーの消息を追っていく次女 チューズデーは、『児童分配局』によって拘束される。そこで生物学者ニコレット・ケイマンに会ったチューズデーは、自分たちが「7つ子」であること全てが当局にバレていることを知る。7つ子が大人まで存命していることが社会に知られては、『児童分配局』の名声が地に落ちるため、彼らは秘密裏に7姉妹を処理しようとしていたのだ。
その深夜、姉妹たちの自宅に、『児童分配局』の強襲部隊が突入してくる。姉妹たちは不意をついて、大乱闘の末に強襲部隊を撃退するが、七女 サンデーが亡くなってしまう。
中盤
翌日、同僚のジェリーに「昇進を断れ」と脅された三女 ウェンズデーは、銃を突きつけてその理由を聞き出す。姉妹の誰かが「ニコレット・ケイマンとの契約」を行ったことから、それが『児童分配局』にバレた原因だったのだ。ジェリーが狙撃で殺され、『児童分配局』の襲撃部隊から逃亡するが、最終的に射殺される。
その頃、自宅にも『児童分配局』の男性スタッフ エイドリアン・ノレスが訪問してくる。彼は、姉妹の誰かと付き合っていたのだ。PCスキルを持つ五女 フライデーは、六女 サタデーに彼の自宅まで同行させて、彼の端末をハッキングして『児童分配局』のサーバーに入り込もうと提案する。
終盤
木曜日、『児童分配局』のサーバー内に入り込んだフライデーは、『児童分配局』の拘束室に監禁された長女・マンデーだと思われるリアルタイム動画を見る。一方、エイドリアンと付き合っていたのは、マンデーだったことが判明する。
エイドリアンの部屋に残されたサタデーが、『児童分配局』の強襲部隊によって射殺される。それと同時に、自宅に別働部隊が突入してきたことから、フライデーは全てのデータを四女 サーズデーに託し、強襲部隊を道連れに爆死を遂げてしまう。
カレン宅の爆破を知ったエイドリアンは駆けつけるが、顔を確認することさえ出来ず、自動車に戻ったところをサーズデーに襲われ、自分たちが七つ子であり、『児童分配局』に恋人であるマンデーが捕らわれていることを知らされる。
事情を知ったエイドリアンの協力を得て、『児童分配局』の施設に潜り込んだサーズデーは、そこで冷凍保存されていたはずの子供たちが全員焼却処分されていることを知る。そして、サーズデーが助け出したのはマンデーではなく、眼球を取られながらも生き延びていたチューズデーだった。
ラスト
その頃、マンデーはパーティー会場でケイマンと取引していた。自分一人だけ“カレン”として生きようと考えていたマンデーは、姉妹を裏切り、「政治資金を提供する」代わりに他の姉妹を全員抹殺することを決断したのだ。マンデーの企みに気づいたサーズデーは、パーティー参加者たちに「冷凍保存の子供たちが焼き殺される映像」を流し、場は騒然となる。
そこへ野望を砕かれたマンデーが乱入し、サーズデーに銃を向けるが警備員に撃たれて瀕死となる。マンデーは「この子たちは助けてほしい」と自分がエイドリアンの子、しかも「双子」を身籠っていることを明かす。マンデーが「今の法律から双子を守るために姉妹を裏切った」ことを悟ったサーズデーらはマンデーを許し、その死を看取る。
エピローグ
全ての悪事が暴かれたケイマンは死刑判決を受け、『児童分配法』は廃止とされて『児童分配局』も解体された。
サーズデーとエイドリアン、そして新たな眼球を入れたチューズデーは、人工子宮で育てられているマンデーの忘れ形見の「双子の胎児」を見守っていた。これからは、チューズデーは“テリー”と名乗り、サーズデーは“カレン”として生きていくことになったところで、物語は終わりを告げる。

## キャスト
※括弧内は日本語吹替
カレン・セットマン
演 - ノオミ・ラパス（朴璐美）（7役）
マンデー
セットマン7姉妹の長女。
責任感が強いしっかり者。
ストーリー冒頭の月曜日、外出日に理由なく自宅に帰らなかったことから姉妹たちは混乱に陥る。
チューズデー
セットマン7姉妹の次女。赤髪。
いつもダウナー気味で麻薬の力を借りないと平静を保てない様な気弱な性格。
ウェンズデー
セットマン7姉妹の三女。
ウェーブがかかったショートヘアー。
勝ち気な性格で身体を鍛えるのが趣味。
サーズデー
セットマン7姉妹の四女。短髪。
自由を好む性格で七人で一人の人生を生きるという生活に嫌気が指している。幼少期に祖父の言いつけを破って一人で外出した際、スケボーの事故で人差し指を切断してしまったことから、カレンとしての容姿を統一するために姉妹達全員に人差し指を切り落とさせてしまった過去がある。
フライデー
セットマン7姉妹の五女。
コミュ障気味だが、高い学力を持ちパソコンやハッキングの達人。
サタデー
セットマン7姉妹の六女。金髪。
底抜けに明るい性格でいつもおちゃらけている。性的にも奔放とされている。
サンデー
セットマン7姉妹の七女。
穏やかな性格で個性的な他の姉妹達の潤滑油的な存在
- ニコレット・ケイマン - グレン・クローズ（唐沢潤）著名な生物学者で人口制限計画の発案者
- テレンス・セットマン - ウィレム・デフォー（上別府仁資）7人姉妹の祖父で出産時に娘を亡くした事から彼女の忘れ形見である孫娘達をなんとか守り抜こうと苦慮する。
- エイドリアン・ノレス - マーワン・ケンザリ（中村章吾）
- ジョー - クリスティアン・ルーベック（ノルウェー語版）（笠間淳）
- ジェリー - ポール・スヴェーレ・ハーゲン（岡井カツノリ）
- エディ - トミワ・エドゥン（英語版）（岩城泰司）
- ゼーキア - キャシー・クレア（種市桃子）
- ミア - カースティ・アバートン (天野真実)
- ダッチ - キャメロン・ジャック (藤井隼)
- インフォマーシャル・プロセッサー - サンティアゴ・カブレラ
- チャールズ・ベニング - ロバート・ワグナー（クレジットなし）